# T-50
El T-50 era un tanque ligero soviético construido al inicio de la Segunda Guerra Mundial. El diseño de este vehículo tenía algunas características avanzadas, pero era complejo y costoso, por lo cual solamente se fabricaron 69 unidades. Además, incluso antes que fuese producido en serie, el desarrollo de la guerra demostró la obsolescencia del concepto del tanque ligero.

## Producción
El T-50 fue desarrollado en vísperas de la Segunda Guerra Mundial para el Ejército Rojo. La experiencia de la guerra civil española condujo a un esfuerzo por actualizar o reemplazar la gran flota de tanques soviéticos. Antes de 1939, la mayoría de tanques en servicio del Ejército Rojo eran versiones mejoradas de diseños extranjeros. Por ejemplo, el más numeroso, el T-26, era una copia del británico Vickers 6-ton con una torreta de diseño soviético y un cañón de 45 mm. Sin embargo, antes y durante la guerra, la Unión Soviética desarrolló nuevos tanques ligeros, medios y pesados de diseño totalmente nacional. El T-50 iba a reemplazar al T-26; en los planes anteriores a la guerra, el T-50 sería el tanque soviético más numeroso, operando al lado del BT.
El desarrollo del T-50 empezó como el proyecto SP (Soprovzhdeniya Pekhoty, ‘Apoyo de infantería’) en 1939 en la oficina de diseño OKMO de la Fábrica Número 135 S.M. Kirov de Leningrado, bajo la dirección de S. Ginzburg y L. Trojanov. Los prototipos iniciales, llamados T-126 y T-127, no tuvieron más mejoras que el proyecto T-46-6 abandonado ese mismo año, pero el más pesado T-126 fue elegido para seguir siendo desarrollado. La oficina de diseño fue depurada durante la Gran Purga, siendo incapaz de continuar con el proyecto, por lo que fue transferido a la Fábrica Número 174 K.E. Voroshilov en mayo de 1940. Trojanov completó el diseño del T-50 en enero de 1941 y se aprobó su producción, pero no se pudo iniciar debido a problemas técnicos. 
Mientras tanto, se desarrolló y construyó un reemplazo para los tanques BT en la Fábrica Malyshev de Ucrania, que sobrepasó las especificaciones originales. El resultado fue el fiable y económico tanque medio T-34.
Tras la Operación Barbarroja en junio de 1941, se ordenó la mudanza de las fábricas de tanques a los Urales. Una parte de OKMO fue trasladada a Omsk en octubre y se inició la producción. El T-50 tenía un excelente diseño, pero todavía padecía problemas técnicos y en aquel momento resultó ser tan costoso de producir como el T-34. Los más sencillos tanques ligeros T-60 ya estaban siendo producidos en serie. Se construyeron un total de 69 tanques T-50 (solo 48 de ellos con armamento) antes de que su producción se cancelara en enero de 1942.  
Se continuó trabajando en un prototipo, llamado T-45, en la Fábrica Número 174 y en la Fábrica Número 100 Kirovskyi. Pero por acelerar la producción del T-34 y a la falta de interés por parte de las tropas en el frente, el concepto del tanque de apoyo a la infantería fue abandonado.

## Descripción
El T-50 fue un diseño avanzado para su época, con suspensión de barras de torsión, motor diésel (común a todos los nuevos modelos soviéticos) y blindaje muy inclinado y soldado. Una excelente característica era la torreta triplaza con cúpula para el comandante, que no aparecería en otros tanques soviéticos hasta 1942. La mayoría de los modelos soviéticos del período 1939-1943 tenían torretas monoplaza o biplaza, que eran menos efectivas en combate que una torreta triplaza. Además, todos los T-50 tenían radio, una característica que solamente se encontraba en el tanque del comandante en los primeros modelos. 
Sin embargo, el T-50 tenía varias debilidades; al igual que muchos tanques soviéticos, tenía un interior muy estrecho. Pero los principales problemas eran los del nuevo motor V-4 desarrollado específicamente para este modelo, al contrario de otros tanques ligeros soviéticos que empleaban motores de camión estándar. Los T-60 y T-70, así como el cañón autopropulsado SU-76, empleaban motores de camión GAZ estándar. Los motores de tanque especiales, más costosos de producir, estaban reservados para tanques con altas prestaciones. El sumamente móvil BT-8, el T-34, los tanques pesados KV-1 e IS-2, así como sus derivados, empleaban variantes del mismo motor diésel de 12 cilindros V-2 estándar. El motor V-4 era sumamente poco fiable y sus fallos de diseño no podían ser corregidos. La baja fiabilidad del motor y su alto costo contribuyeron al retiro del T-50.

### Variantes
Tuvo dos variantes; un modelo básico y un modelo con blindaje mejorado. Antes de la invasión alemana de la Unión Soviética, a varios tanques se les aumentó el blindaje con planchas soldadas o remachadas. A algunos tanques pesados KV, tanques medios T-28 y el tanque ligero T-26 se les agregaron planchas adicionales. Unos cuantos T-50 también recibieron estas mejoras. Esta variante con blindaje mejorado es reconocible por las cabezas de los remaches que sostienen las planchas agregadas a los lados de la torreta y al frente del chasis. El T-50 normal no las trae. Irónicamente, el blindaje adicional se agregó en respuesta a erróneos informes de poderosos cañones antitanque y tanques alemanes. El T-50 con blindaje mejorado tiene un espesor de 57 mm en sus zonas más gruesas.

## Historial de combate

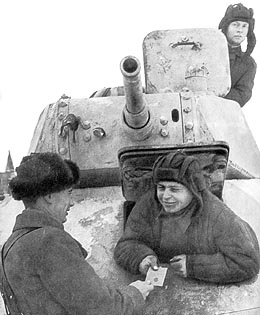
Tripulantes de un T-50.

Los pocos T-50 disponibles fueron desplegados en el frente de Leningrado. Han sobrevivido pocas fotos tomadas en el frente y no se sabe mucho sobre su historial de combate. Un T-50 con blindaje mejorado fue capturado y empleado por los finlandeses en 1944. Este sobrevivió a la guerra y hoy se encuentra expuesto en Finlandia. En teoría, el T-50 podía enfrentarse a cualquier tanque alemán de inicios de la guerra. Sin embargo, las especificaciones de los planos no siempre se ajustan al desempeño real.  
La mayor parte de la producción de tanques ligeros en 1941-1943 consistió en los menos avanzados pero más sencillos T-60 y T-70. Hacia 1943, el papel del tanque de apoyo a la infantería fue considerado obsoleto y los menos costosos cañones autopropulsados SU-76 tomaron el papel del tanque ligero de apoyo a la infantería. En los regimientos de blindados, los tanques ligeros empezaron a ser reemplazados por los medios T-34. Los papeles de reconocimiento y enlace de los tanques ligeros fueron asumidos por automóviles blindados menos costosos, al igual que tanques ligeros británicos y canadienses Valentine Mk. II y M3 Stuart estadounidenses, suministrados a través de los acuerdos auspiciados por la Ley de Préstamo y Arriendo.

## Ejemplares sobrevivientes
Hoy solamente quedan dos T-50. Uno se encuentra en el Museo de Tanques de Parola y es un modelo con blindaje adicional remachado. El otro es un T-50 estándar, expuesto en el Museo de Blindados de Kúbinka.